# Pagyda hargreavesi
Pagyda hargreavesi là một loài bướm đêm trong họ Crambidae.